# Comuna Stolniceni-Prăjescu, Iași
Stolniceni-Prăjescu este o comună în județul Iași, Moldova, România, formată din satele Brătești, Cozmești și Stolniceni-Prăjescu (reședința).

## Așezare
Comuna se află în vestul județului, pe malul drept al Siretului, la sud de orașul Pașcani. Este străbătută de șoseaua județeană DJ208, care o leagă spre sud de Mogoșești-Siret, Hălăucești, Mircești și mai departe în județul Neamț de Săbăoani (unde se termină în DN2), și spre nord de Pașcani (unde se intersectează cu DN28A), Valea Seacă, Lespezi, și mai departe în județul Suceava la Dolhasca, Dolhești, Preutești și Fălticeni (unde se termină tot în DN2). Lângă Stolniceni-Prăjescu, din acest drum se ramifică șoseaua județeană DJ208L, care duce spre sud-vest la Miroslovești (unde se termină în același DN2). Prin comună trece și calea ferată Roman-Suceava, pe care este deservită de stația Muncel și de halta de călători Stolniceni.

## Demografie
Componența etnică a comunei Stolniceni-Prăjescu
     Români (65,54%)
     Ruși lipoveni (12,02%)
     Romi (10,51%)
     Alte etnii (11,93%)
Componența confesională a comunei Stolniceni-Prăjescu
     Ortodocși (73,65%)
     Creștini de rit vechi (10,79%)
     Romano-catolici (1,76%)
     Creștini după evanghelie (1,23%)
     Alte religii (0,48%)
     Necunoscută (12,09%)
Conform recensământului efectuat în 2021, populația comunei Stolniceni-Prăjescu se ridică la 4.550 de locuitori, în scădere față de recensământul anterior din 2011, când fuseseră înregistrați 5.250 de locuitori. Majoritatea locuitorilor sunt români (65,54%), cu minorități de ruși lipoveni (12,02%) și romi (10,51%). Din punct de vedere confesional, majoritatea locuitorilor sunt ortodocși (73,65%), cu minorități de creștini de rit vechi (10,79%), romano-catolici (1,76%) și creștini după evanghelie (1,23%), iar pentru 12,09% nu se cunoaște apartenența confesională.

## Politică și administrație
Comuna Stolniceni-Prăjescu este administrată de un primar și un consiliu local compus din 15 consilieri. Primarul, Costel Hugianu[*], de la Partidul Social Democrat, este în funcție din 2008. Începând cu alegerile locale din 2024, consiliul local are următoarea componență pe partide politice:
|  | Partid                          | Consilieri | Componența Consiliului | Componența Consiliului | Componența Consiliului | Componența Consiliului | Componența Consiliului | Componența Consiliului | Componența Consiliului | Componența Consiliului | Componența Consiliului |
|  | ------------------------------- | ---------- | ---------------------- | ---------------------- | ---------------------- | ---------------------- | ---------------------- | ---------------------- | ---------------------- | ---------------------- | ---------------------- |
|  | Partidul Social Democrat        | 9          |                        |                        |                        |                        |                        |                        |                        |                        |                        |
|  | Partidul Național Liberal       | 3          |                        |                        |                        |                        |                        |                        |                        |                        |                        |
|  | Alianța pentru Unirea Românilor | 2          |                        |                        |                        |                        |                        |                        |                        |                        |                        |
|  | Partidul Mișcarea Populară      | 1          |                        |                        |                        |                        |                        |                        |                        |                        |                        |

## Istorie
La sfârșitul secolului al XIX-lea, comuna făcea parte din plasa Siretul de Jos a județului Suceava și era formată din satele Cozmești și Stolniceni-Prăjescu, având în total 1852 de locuitori. În comună existau două școli mixte și trei biserici. Până în 1864, mai existase în comună și satul Purcilești, dar acesta a fost desființat, locuitorilor dându-li-se locuri de casă în vatra satului Stolniceni-Prăjescu. Anuarul Socec din 1925 o consemnează în plasa Pașcani a aceluiași județ, având aceeași alcătuire și 2221 de locuitori. În 1931 i s-a alipit și satul Brătești, care anterior aparținea comunei Pașcani.
În 1950, comuna a fost transferată raionului Pașcani din regiunea Iași. În 1968, a trecut la județul Iași.

## Monumente istorice

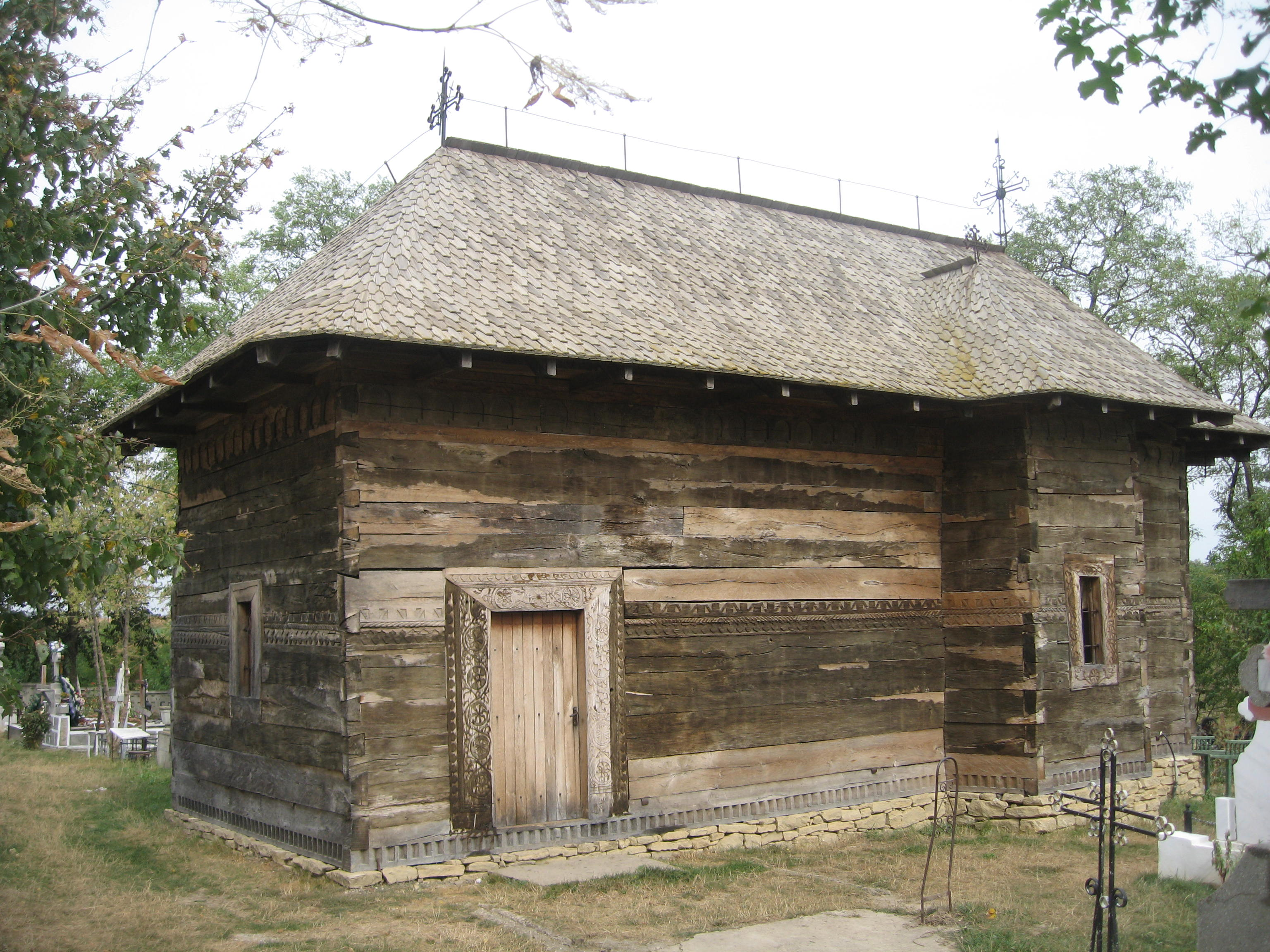
Biserica de lemn „Nașterea Maicii Domnului” din Stolniceni-Prăjescu, monument istoric

Două obiective din comuna Stolniceni-Prăjescu sunt incluse în lista monumentelor istorice din județul Iași ca monumente de interes local, ambele fiind clasificate ca monumente de arhitectură: Biserica de lemn „Nașterea Maicii Domnului” (secolul al XVIII-lea), și biserica de lemn „Sfântul Gheorghe” (1810), ambele din satul Stolniceni-Prăjescu.

## Personalități
În satul Stolniceni-Prăjescu s-a născut actorul Matei Millo.